# Функциональные клавиши

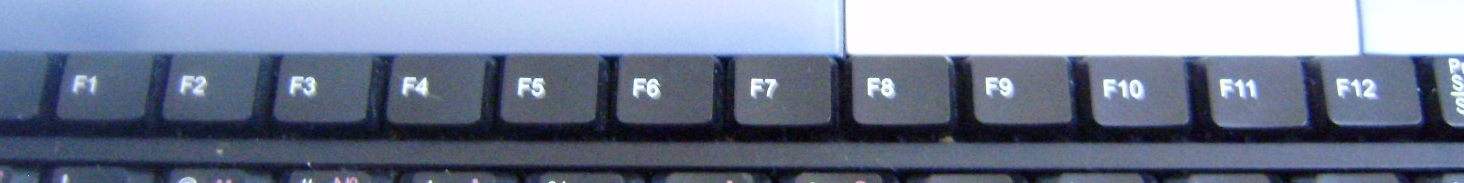
Функциональные клавиши

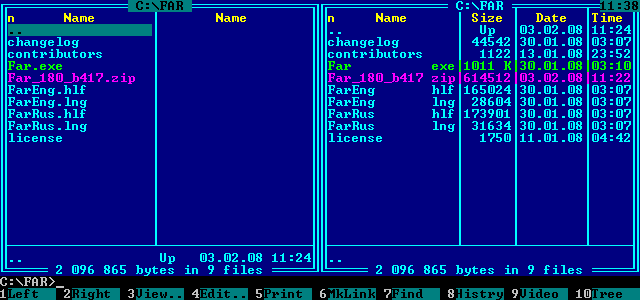
В нижней строке интерфейса FAR Manager — подсказки по использованию функциональных клавиш

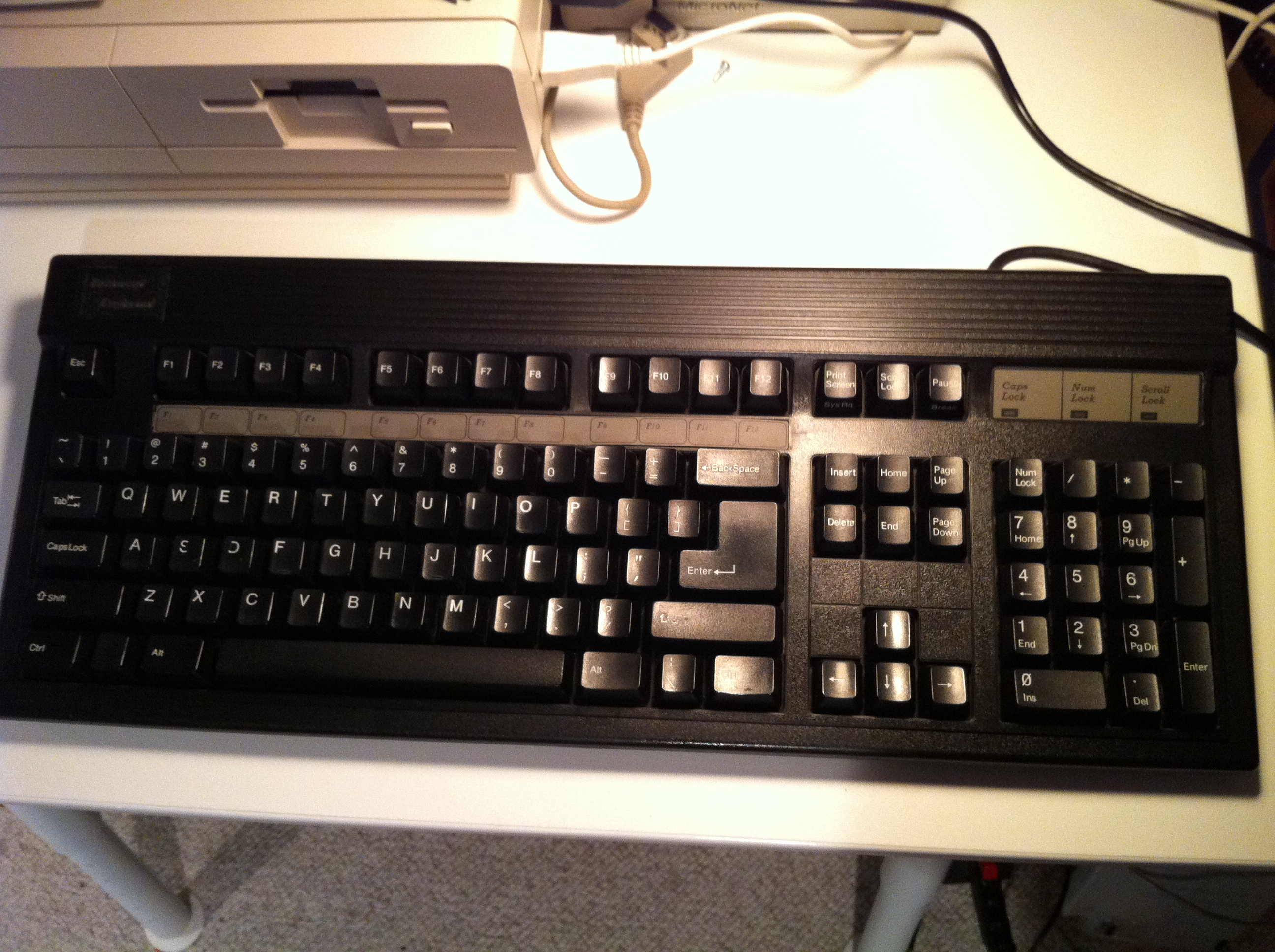
Клавиатура Focus FK-2001 с кармашком для подсказок по назначению функциональных клавиш

Функциональные клавиши (англ. Function key) — клавиши на клавиатуре   компьютера, терминала, телетайпа, калькулятора, электрической или электромеханической пишущей машины или текстового процессора, не имеющие предопределённого назначения.
В пишущих машинах и текстовых процессорах функциональные клавиши использовались для быстрого ввода шаблонных слов или фраз с помощью перфокарт или встроенной памяти (для текстовых процессоров). В компьютерах и терминалах функциональная клавиша посылает определённый код, получив который прикладная программа или операционная система выполняет какие-либо команды. И хотя изначально назначение функциональных клавиш не было регламентировано, постепенно некоторые клавиши приобрели определённое назначение, для которого они используются чаще всего. В некоторых случаях на функциональные клавиши могут назначаться макросы. В 80-90-х годах на клавиатурах часто размещали карман для сменных карточек с подсказками по назначению функциональных клавиш в различных программах. Также в программах для текстового режима распространена практика вывода строки с подсказкой по функциональным клавишам, которая могла обновляться при нажатии модификатора: известный пример — Norton Commander и похожие на него файловые менеджеры.

## Назначение в различных системах и программах

### Mac OS
В Mac OS вплоть до Mac OS 9 функциональные клавиши могут быть настроены пользователем с помощью панели управления функциональными клавишами для запуска программ или AppleScript. Mac OS X по умолчанию присваивает функции клавишам F9, F10, F11 (для Exposé), F12 (для Dashboard) и F14, F15 (для уменьшения/увеличения контраста). На новых ноутбуках Apple всем функциональным клавишам назначены основные действия, например, регулировка громкости, регулировка яркости, клавиша NumLock и открытие привода.

### Microsoft Windows
- После разработки IBM Common User Access клавиша F1 стала часто использоваться для вызова контекстной справки во многих программах для MS DOS и Windows[1].
- Клавиша F2 в Windows Explorer, Microsoft Visual Studio и ряде других программ служит командой переименования файлов.
- F3 обычно используется для активации функции поиска. Комбинация клавиш ⇧ Shift+F3 часто используется для поиска в обратном направлении.
- Alt+F4 в Windows используется для закрытия приложений и в режиме рабочего стола вызывает меню с функциями: выключение компьютера, спящий режим, перезагрузка, смена пользователя и выход из системы, а Ctrl+F4 — для закрытия части документа или программы (к примеру, вкладок).
- F5 выполняет функцию обновления во многих браузерах и программах.
- F10 активирует полное меню, ⇧ Shift+F10 — контекстное меню.
- F11 включает полноэкранный режим в большинстве программ и браузеров.
- F12 в большинстве браузеров используется для открытия панели разработчика.

Другие назначения клавиш для приложений Microsoft:
- В Microsoft Word комбинация клавиш ⇧ Shift+F1 показывает форматирование.
- В Microsoft PowerPoint F5 начинает показ слайд-шоу, а F6 выполняет движение к следующей области.
- F7 служит для проверки орфографии, Alt+F8 — для диалога вызова макроса.